# Laas, Gers
Laas är en kommun i departementet Gers i regionen Occitanien i sydvästra Frankrike. Kommunen ligger i kantonen Mirande som tillhör arrondissementet Mirande. År 2022 hade Laas 318 invånare.

## Befolkningsutveckling
Antalet invånare i kommunen Laas
Referens:INSEE